# Palgok állomás
Palgok (Balgok) állomás a szöuli metróhoz kapcsolódó idzsongbu (iijeongbu)i U vonal állomása.

## Viszonylatok
| U vonal    | U vonal | U vonal                                    |
| ---------- | ------- | ------------------------------------------ |
| végállomás | U vonal | Hörjong (Hoeryong) Thapszok (Tapseok) felé |